# Hendrik Lorentz
Hendrik Antoon Lorentz (Arnhem, 18 de juliol de 1853 - Haarlem, 4 de febrer de 1928) fou un físic i matemàtic neerlandès guardonat amb el Premi Nobel de Física l'any 1902.

## Biografia
Hendrik Lorentz va néixer a Arnhem, Gelderland, fill de Gerrit Frederik Lorentz (1822-1893), un botiguer, i Geertruida van Ginkel (1826-1861). El 1862, després de la mort de la seva mare, el seu pare es va casar amb Luberta Hupkes. Del 1866 al 1869, va anar a l'escola secundària d'Arnhem i, el 1870, va aprovar els exàmens de llengües clàssiques que eren el requisit fonamental per a ser admès a la universitat.
Lorentz va estudiar física i matemàtiques a la Universitat de Leiden. La profunda influència que exercí el seu professor d'astronomia Frederik Kaiser el portà a esdevenir físic. Quan es llicencià, treballà donant classes de matemàtiques a l'escola secundària d'Arnhem, tot i que compaginava la feina amb els seus estudis a Leiden.
El 1875, Lorentz es doctorà sota la direcció de Pieter Rijke en la tesi: "Sobre la teoria de la reflexió i la refracció de la llum", en la qual refinava la teoria electromagnètica de James Clerk Maxwell.
El 1881, Hendrik es casà amb Aletta Catharina Kaiser, neboda de Frederik Kaiser. Ella era la filla de Johann Wilhelm Kaiser, director de l'escola de gravat d'Amsterdam, professor de l'escola de belles arts i dissenyador del primer segell holandès (1852). Posteriorment, Kaiser va ser el director de la Galeria Nacional d'Amsterdam. La filla gran del matrimoni entre Hendrik Lorentz i Aletta Kaiser, Geertruida Luberta Lorentz, va esdevenir també física.
Lorentz va esdevenir director d'investigació en l'Institut Teyler, de Haarlem, entre els anys 1923 i 1928.

### Carrera

#### Professor a Leiden
El 17 de novembre de 1877, amb només 24 anys, Lorentz va ser nomenat per a la nova càtedra de física teòrica de la Universitat de Leiden. El lloc havia estat ofert inicialment a Johan van der Waals, però va acceptar un lloc a la Universitat d'Amsterdam. El 25 de gener de 1878, Lorentz va pronunciar la seva conferència inaugural sobre  De moleculaire theoriën in de natuurkunde ('Les teories moleculars en física'). El 1881, va esdevenir membre de la Reial Acadèmia d'Arts i Ciències dels Països Baixos.
Durant els primers vint anys a Leiden, Lorentz es va interessar principalment en la teoria electromagnètica de l'electricitat, el magnetisme i la llum. Després d'això, va estendre la seva investigació a una àrea molt més àmplia mentre encara es va centrar en la física teòrica. Lorentz va fer contribucions significatives a camps que van des de la hidrodinàmica fins a la relativitat general. Les seves contribucions més importants van ser a l'àrea de l'electromagnetisme, la teoria electrònica i la relativitat.
Lorentz va teoritzar que els àtoms podrien consistir en partícules carregades i va suggerir que les oscil·lacions d'aquestes partícules carregades eren la font de llum. Quan un col·lega i antic estudiant de Lorentz, Pieter Zeeman, va descobrir l'efecte Zeeman el 1896, Lorentz va oferir la seva interpretació teòrica. El treball experimental i teòric va ser guardonat amb el Premi Nobel de Física l'any 1902. El nom de Lorentz s'associa ara amb l'Equació de Clausius-Mossoti, la força de Lorentz, la Distribució de Cauchy, el model d'oscil·lador de Lorentz i la transformació de Lorentz.

#### Electrodinàmica i relativitat
El 1892 i el 1895, Lorentz va treballar en la descripció dels fenòmens electromagnètics (la propagació de la llum) en marcs de referència que es mouen en relació amb l'èter luminífer postulat. Va descobrir que la transició d'un marc de referència a un altre es podia simplificar mitjançant l'ús d'una nova variable de temps que va anomenar hora local i que depenia del temps universal i de la ubicació considerada. Encara que Lorentz no va donar una interpretació detallada de la importància física de l'hora local, amb ella, va poder explicar l'aberració de la llum i el resultat de l'experiment de Fizeau. El 1900 i el 1904, Henri Poincaré va anomenar l'hora local la idea més enginyosa de Lorentz i la va il·lustrar mostrant que els rellotges en fotogrames en moviment es sincronitzen mitjançant l'intercanvi de senyals de llum que se suposa que viatgen a la mateixa velocitat contra i amb el moviment del fotograma (vegeu Sincronització d'Einstein i Relativitat de la simultaneïtat). El 1892, amb l'intent d'explicar l'experiment de Michelson-Morley, Lorentz també va proposar que els cossos en moviment es contraguessin en la direcció del moviment (vegeu Contracció de Lorentz; George FitzGerald ja havia arribat a aquesta conclusió el 1889).
El 1899 i de nou el 1904, Lorentz va afegir la dilatació del temps a les seves transformacions i va publicar el que Poincaré el 1905 va anomenar transformacions de Lorentz.
| « | De fet, per a algunes de les magnituds físiques que entren a les fórmules, no he indicat la transformació que s'adapta millor. Ho van fer Poincaré i després el senyor Einstein i Minkowski. No he aconseguit obtenir la invariància exacta de les equacions. Poincaré, per contra, va obtenir una perfecta invariància de les equacions de l'electrodinàmica, i va formular el postulat de la relativitat, termes que va ser el primer a emprar. Afegim que corregint les imperfeccions de la meva obra mai no me les va retreure. | » |

Aparentment, Lorentz no sabia que Joseph Larmor havia utilitzat transformacions idèntiques per descriure els electrons en òrbita el 1897. Les equacions de Larmor i Lorentz semblen una mica diferents, però són algebraicament equivalents a les presentades per Poincaré i Einstein el 1905. El document de Lorentz de 1904 inclou la formulació covariant de l'electrodinàmica, en la qual els fenòmens electrodinàmics en diferents marcs de referència es descriuen mitjançant equacions idèntiques amb propietats de transformació ben definides. El document reconeix clarament la importància d'aquesta formulació, és a dir, que els resultats dels experiments electrodinàmics no depenen del moviment relatiu del marc de referència. L'article de 1904 inclou una discussió detallada de l'augment de la massa inercial dels objectes que es mouen ràpidament en un intent inútil de fer que el moment sembli exactament com el moment newtonià; també va ser un intent d'explicar la contracció de la longitud com l'acumulació de coses a la massa fent-la lenta i contraure's.

#### Lorentz i la relativitat especial

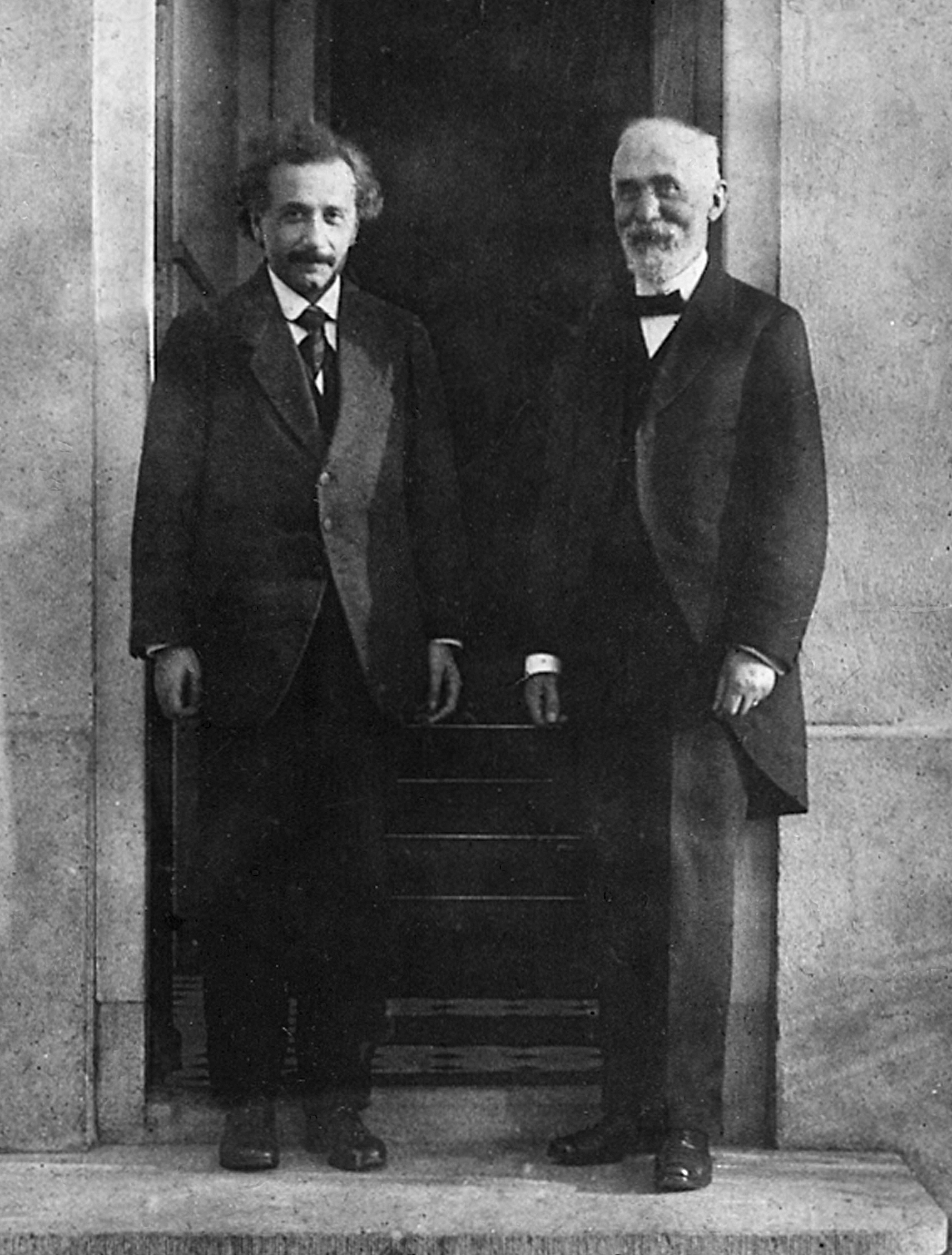
Albert Einstein i Hendrik Antoon Lorentz, fotografiats per Ehrenfest davant de casa seva a Leiden el 1921

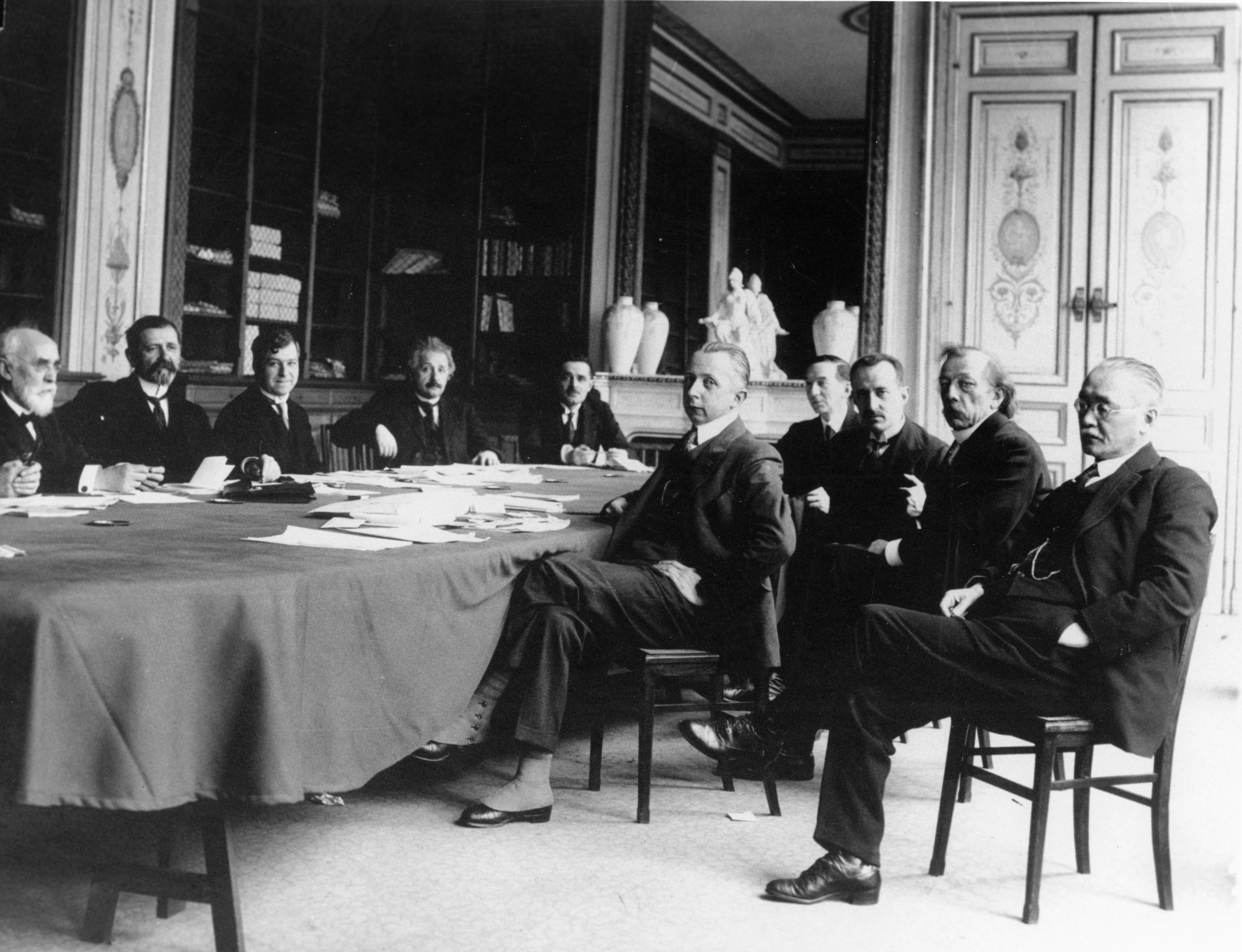
Lorentz (esquerra) al Comitè Internacional de Cooperació Intel·lectual de la Societat de Nacions, aquí amb Albert Einstein

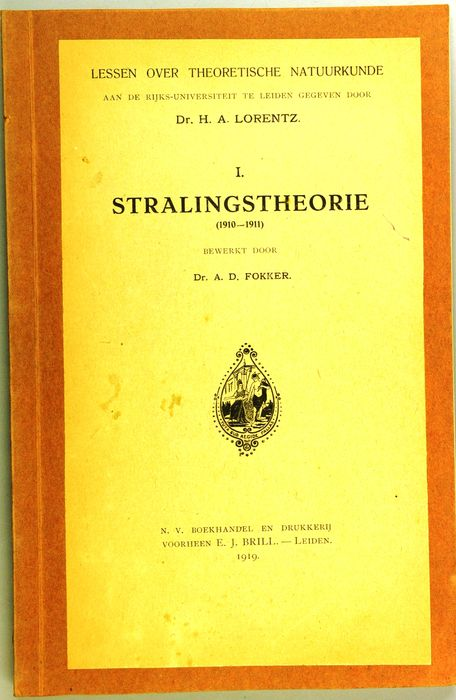
Va publicar conferències universitàries de física teòrica. Part 1. Stralingstheorie (1910-1911, 'Teoria de la radiació') en holandès, editat pel seu alumne AD Fokker, 1919.

El 1905, Einstein utilitzaria molts dels conceptes, eines matemàtiques i resultats que Lorentz va discutir per escriure el seu article titulat On the Electrodynamics of Moving Bodies, coneguda avui com la teoria especial de la relativitat. Com que Lorentz va establir els fonaments del treball d'Einstein, aquesta teoria es va anomenar originalment teoria de Lorentz-Einstein.
El 1906, la teoria dels electrons de Lorentz va rebre un tractament complet a les seves conferències a la Universitat de Colúmbia, publicades sota el títol The Theory of Electrons.
L'augment de massa va ser la primera predicció de Lorentz i Einstein que es va provar, però uns quants experiments de Kaufmann semblaven mostrar un augment de massa lleugerament diferent; això va portar a Lorentz a la famosa observació que era au bout de mon latin ('al final del meu [coneixement del] llatí' = al final del seu enginy) La confirmació de la seva predicció va haver d'esperar fins al 1908 i més tard (experiments de Kaufmann–Bucherer–Neumann).
Lorentz va publicar una sèrie d'articles sobre el que va anomenar el principi de relativitat d'Einstein. Per exemple, el 1909, 1910, 1914. En les seves conferències de 1906 publicades amb addicions el 1909 al llibre The theory of electrons (actualitzat el 1915), va parlar afirmativament de la teoria d'Einstein:
| « | Pel que s'ha dit, quedarà clar que les impressions rebudes pels dos observadors A0 i A serien iguals en tots els aspectes. Seria impossible decidir quin d'ells es mou o s'atura respecte a l'èter, i no hi hauria cap motiu per preferir els temps i longituds mesurats per l'un als determinats per l'altre, ni per dir que cap d'ells és en possessió dels temps veritables o dels llargs veritables. Aquest és un punt en el qual Einstein ha posat especial èmfasi, en una teoria en què parteix del que ell anomena principi de relativitat, no puc parlar aquí de les moltes aplicacions molt interessants que Einstein ha fet d'aquest principi. Els seus resultats sobre els fenòmens electromagnètics i òptics coincideixen principalment amb els que hem obtingut a les pàgines anteriors, la principal diferència és que Einstein simplement postula el que hem deduït, amb certa dificultat i no del tot satisfactòriament, a partir de les equacions fonamentals de l'electromagnètica. camp. En fer-ho, segurament pot tenir el mèrit de fer-nos veure en el resultat negatiu d'experiments com els de Michelson, Rayleigh i Brace, no una compensació fortuïta d'efectes oposats, sinó la manifestació d'un principi general i fonamental. Seria injust no afegir que, a més de la fascinant audàcia del seu punt de partida, la teoria d'Einstein té un altre avantatge marcat sobre la meva. Tot i que no he pogut obtenir per a les equacions referides als eixos mòbils exactament la mateixa forma que per a les que s'apliquen a un sistema estacionari, Einstein ho ha aconseguit mitjançant un sistema de noves variables lleugerament diferent de les que he presentat. | » |

Tot i que Lorentz encara va mantenir que hi ha un èter (indetectable) en què els rellotges en repòs indiquen l'hora veritable:
| « | 1909: No obstant això, crec que també es pot afirmar alguna cosa a favor de la forma en què he presentat la teoria. No puc deixar de considerar l'èter, que pot ser la seu d'un camp electromagnètic amb la seva energia i les seves vibracions, com a dotat d'un cert grau de substancialitat, per diferent que sigui de tota la matèria ordinària. 1910: sempre que hi hagi un èter, llavors sota tots els sistemes x, y, z, t, un és preferit pel fet que els eixos de coordenades així com els rellotges estan descansant a l'èter. Si hom connecta amb això la idea (que jo abandonaria només de mala gana) que l'espai i el temps són coses completament diferents, i que hi ha un temps veritable (la simultaneïtat, per tant, seria independent de la ubicació, d'acord amb la circumstància que pot tenir la idea de velocitats infinitament grans), llavors es pot veure fàcilment que aquest temps real hauria d'estar indicat per rellotges en repòs a l'èter. Tanmateix, si el principi de relativitat tingués validesa general per naturalesa, no estaria en condicions de determinar si el sistema de referència que s'acaba d'utilitzar és el preferit. Aleshores s'arriba als mateixos resultats, com si un (seguint Einstein i Minkowski) negués l'existència de l'èter i del temps veritable, i per veure tots els sistemes de referència igualment vàlids. | » |

Lorentz també va donar crèdit a les contribucions de Poincaré a la relativitat.
| « | Efectivament, per a algunes de les magnituds físiques que entren a les fórmules, no he indicat la transformació que millor s'adapta. Ho van fer Poincaré i després el senyor Einstein i Minkowski. No he aconseguit obtenir la invariància exacta de les equacions. Poincaré, per contra, va obtenir una perfecta invariància de les equacions de l'electrodinàmica, i va formular el postulat de la relativitat, termes que va ser el primer a emprar. Afegim que, corregint les imperfeccions de la meva obra, no me les va retreure mai. | » |

#### Lorentz i la relativitat general
Lorentz va ser un dels pocs científics que va donar suport a la recerca d'Einstein de la relativitat general des del principi: va escriure uns quants articles de recerca i va discutir amb Einstein personalment i per carta. Per exemple, va intentar combinar el formalisme d'Einstein amb el principi de Hamilton (1915), i reformular-lo d'una manera lliure de coordenades (1916). Lorentz va escriure el 1919:
| « | L'eclipsi total de sol del 29 de maig va donar com a resultat una sorprenent confirmació de la nova teoria del poder atractiu universal de la gravitació desenvolupada per Albert Einstein, i així va reforçar la convicció que la definició d'aquesta teoria és un dels passos més importants mai pres en el domini de les ciències naturals. | » |

#### Lorentz i la mecànica quàntica
Lorentz va donar una sèrie de conferències a la tardor de 1926 a la Universitat de Cornell sobre la nova mecànica quàntica; en aquests va presentar la mecànica ondulatòria d'Erwin Schrödinger.

#### Avaluacions
Einstein va escriure sobre Lorentz:
| « | 1928: L'enorme importància del seu treball va consistir en això, que constitueix la base per a la teoria dels àtoms i per a les teories generals i especials de la relativitat. La teoria especial va ser una exposició més detallada dels conceptes que es troben a la investigació de Lorentz de 1895. 1953: Per a mi personalment, va significar més que tots els altres que he conegut en el viatge de la meva vida. | » |

Poincaré (1902) va dir de la teoria de l'electrodinàmica de Lorentz:
| « | La teoria més satisfactòria és la de Lorentz; és, sens dubte, la teoria que millor explica els fets coneguts, la que posa en relleu el major nombre de relacions conegudes. És degut a Lorentz que els resultats de Fizeau sobre l'òptica dels cossos en moviment, les lleis de la dispersió normal i anormal i de l'absorció estan connectats entre si. Mireu la facilitat amb què el nou efecte Zeeman va trobar el seu lloc, i fins i tot va ajudar a la classificació de la rotació magnètica de Faraday, que havia desafiat tots els esforços de Maxwell. | » |

Paul Langevin (1911) va dir de Lorentz:
| « | La principal reivindicació de la fama de Lorentz quan va demostrar que les equacions fonamentals de l'electromagnetisme també permeten un grup de transformacions que els permet reprendre la mateixa forma quan es fa una transició d'un sistema de referència a un altre. Aquest grup difereix fonamentalment del grup anterior pel que fa a les transformacions de l'espai i el temps | » |

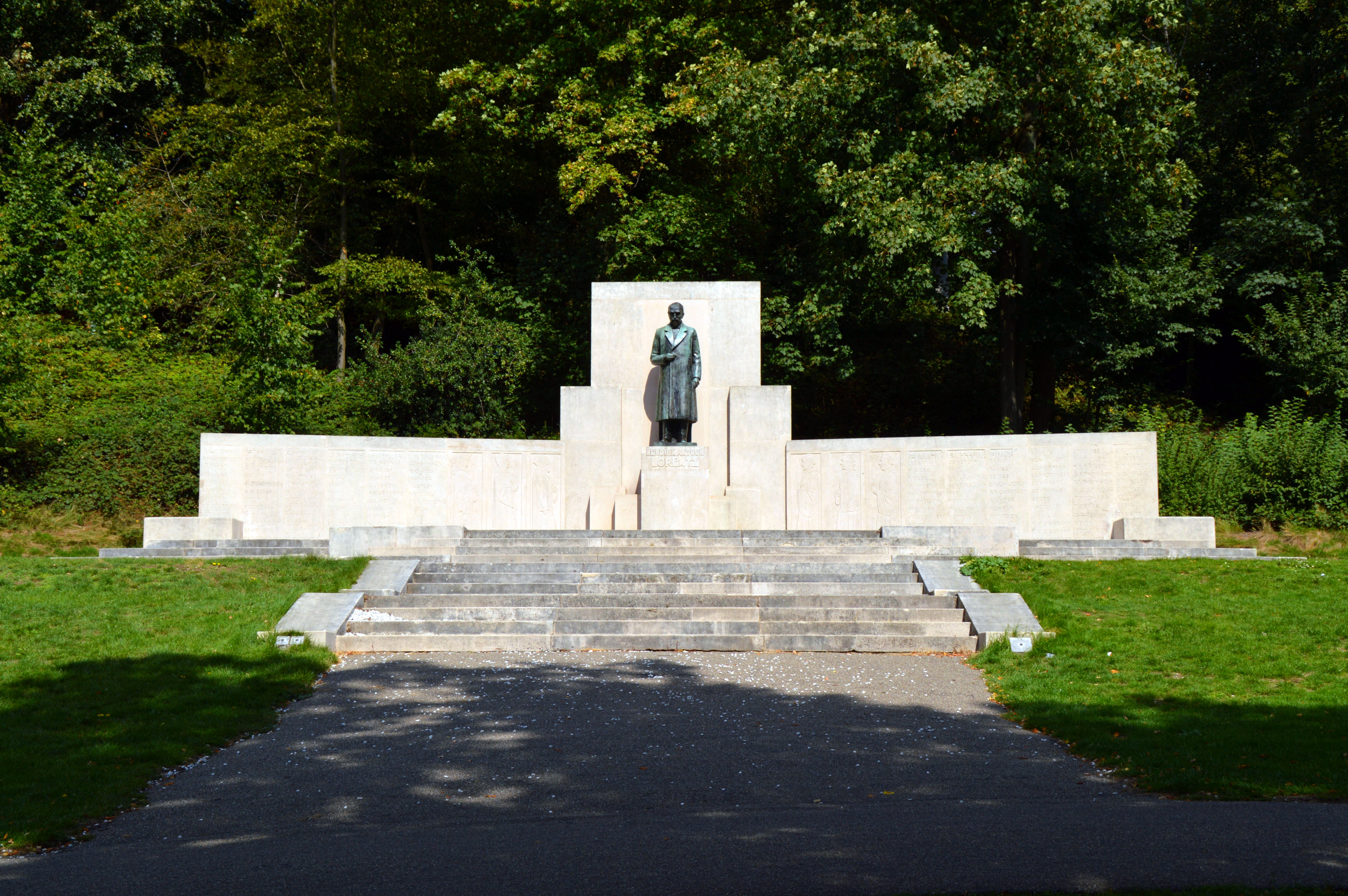
Lorentz-monument Park Sonsbeek a Arnhem, Països Baixos

Lorentz i Emil Wiechert van tenir una interessant correspondència sobre els temes de l'electromagnetisme i la teoria de la relativitat, i Lorentz va explicar les seves idees en cartes a Wiechert.
| « | A cada moment es podia escoltar als vint físics de diferents països parlant de la [mecànica quàntica] que contrastaven amb la mecànica antiga. Ara què era la mecànica antiga? Era el de Newton, el que encara imperava indiscutiblement a finals del segle XIX? No, era la mecànica de Lorentz, la que tractava del principi de relativitat; el que, fa gairebé cinc anys, semblava ser el cim de la gosadia. | » |

#### Canvi de prioritats
El 1910, Lorentz va decidir reorganitzar la seva vida. Les seves tasques d'ensenyament i gestió a la Universitat de Leiden li ocupaven massa temps, i li deixaven poc temps per a la recerca. El 1912, va renunciar a la seva càtedra de física teòrica per fer-se conservador del Gabinet de Física al Museu Teyler de Haarlem. Va romandre connectat a la Universitat de Leiden com a professor extern, i les seves conferències de dilluns al matí sobre nous desenvolupaments en física teòrica aviat es van convertir en llegendàries.
Lorentz va demanar inicialment a Einstein que el succeís com a professor de física teòrica a Leiden. Tanmateix, Einstein no va poder acceptar perquè acabava d'acceptar un lloc a l'ETH Zürich. Lorentz va nomenar Paul Ehrenfest com el seu successor a la càtedra de física teòrica de la Universitat de Leiden, que fundaria l'Institut de Física Teòrica que es coneixeria com a Institut Lorentz.

#### Obra civil
Després de la Primera Guerra Mundial, Lorentz va ser un dels impulsors de la fundació de la Wetenschappelijke Commissie van Advies en Onderzoek in het Belang van Volkswelvaart en Weerbaarheid, un comitè que havia d'aprofitar el potencial científic unit a la Reial Acadèmia de les Arts dels Països Baixos. i Ciències (KNAW) per resoldre problemes civils com ara l'escassetat d'aliments que havia resultat de la guerra. Lorentz va ser nomenat president del comitè. Tanmateix, malgrat els millors esforços de molts dels participants, el comitè tindria poc èxit. L'única excepció és que finalment va donar lloc a la fundació de TNO, l’Organització dels Països Baixos per a la Investigació Científica Aplicada.
El govern holandès també va demanar a Lorentz que presidís un comitè per calcular alguns dels efectes de la presa de control d'inundacions d'Afsluitdijk (Enclosure Dam) proposada sobre els nivells d'aigua al Waddenzee . L'enginyeria hidràulica era principalment una ciència empírica en aquella època, però la pertorbació del flux de marea causada per l'Afsluitdijk era tan sense precedents que no es podia confiar en les regles empíriques. Originalment, Lorentz només havia de tenir un paper de coordinació en el comitè, però ràpidament es va fer evident que Lorentz era l'únic físic que tenia cap noció fonamental sobre el problema. Entre el 1918 i el 1926, Lorentz va invertir una gran part del seu temps en el tema. Lorentz va proposar partir de les equacions hidrodinàmiques bàsiques del moviment i resoldre el problema numèricament. Això era factible per a un  ordinador humà, a causa de la naturalesa quasi unidimensional del flux d'aigua al Waddenzee . L'Afsluitdijk es va completar l'any 1932, i les prediccions de Lorentz i el seu comitè van resultar ser notablement precises. Un dels dos conjunts de panys de l'Afsluitdijk porta el seu nom.

## Investigació científica
Gràcies al seu càrrec a la universitat, el 1890 nomenà Pieter Zeeman assistent personal, i l'induí a investigar l'efecte dels camps magnètics sobre les fonts de llum, i descobrí el que avui es coneix amb el nom d'efecte Zeeman.
Se li deuen importants aportacions en els camps de la termodinàmica, la radiació, el magnetisme, l'electricitat i la refracció de la llum. Va formular, conjuntament amb George Francis FitzGerald, una teoria sobre el canvi de forma d'un cos com a resultat del seu moviment. Aquest efecte, conegut com a contracció de Lorentz-FitzGerald, la representació matemàtica de la qual és coneguda amb el nom de transformació de Lorentz, fou una més de les nombroses contribucions realitzades per Lorentz al desenvolupament de la teoria de la relativitat, i fou al costat d'Henri Poincaré un dels primers a formular les bases de la teoria de la relativitat, que posteriorment Albert Einstein ampliaria i milloraria.
El 1902, li fou concedit el Premi Nobel de Física, juntament amb el seu deixeble Pieter Zeeman, per la seva investigació conjunta sobre la influència del magnetisme en la radiació, que origina la radiació electromagnètica.
Hendrick Lorentz morí el 4 de febrer del 1928 a la ciutat de Haarlem.

## Reconeixements
En honor seu, la Koninklijke Nederlandse Akademie van Wetenschappen (Reial Acadèmia neerlandesa d'Arts i Ciències) creà l'any 1925 la Medalla Lorentz, que premia les investigacions teòriques de físics.
En honor seu, s'anomenà el cràter Lorentz de la Lluna.